# Hermann Franke
Hermann Franke (1. ledna 1856 Andělské Domky – 25. ledna 1920 Opava) byl česko-německý kameník a zakladatel kamenoprůmyslů na Žulovsku. Patřil k nejznámějším představitelům slezského průmyslu těžby a zpracování kamene.

## Životopis
Jeho otcem byl František Franke a matkou Sofie rozená Pohlová. Pocházel z osmi sourozenců. Otec byl kamenickým dělníkem a tak se v mládí také vyučil kameníkem. V roce 1880 se oženil a založil si v Žulové malou firmu s názvem „Hermann Franke Steinindustrie“, která měla brusírnu a leštírnu kamene. Jeho firma se záhy rozšířila na 14 lomů, které se nacházely v nedalekém okolí a stala se jedním z největších dodavatelů slezské žuly, kterou dodával do velké části Evropy a zčásti i do Ameriky a Austrálie. Počátkem 20. století si nechal v Žulové postavit honosnou vilu od opavského stavitele Augusta Bartela. V nedalekém Nýznerově nechal zbudovat v roce 1919 vodní elektrárnu.
Neměl mužského potomka a tak firmu postupně převedl na svého zetě Alberta Prießnitze, se kterým podnikal až do své smrti v roce 1920. Je pohřben na hřbitově v Žulové.